# Humberto López y Guerra
Humberto López y Guerra pseudónimo literario H. L. Guerra (Matanzas, Cuba, 12 de agosto de 1942), cineasta, periodista y escritor sueco nacido en Cuba comenzó su carrera cinematográfica en Cuba desarrollándose posteriormente en Suecia.Cursó estudios de dirección de cine en la Deutschen Hochschule für Filmkunst (Escuela Superior de Arte Cinematográfico HFK) de Bablesberg, Alemania (1963-1967). Ha dirigido más de 20 documentales y series de televisión entre las que destacan “Federico García Lorca: Asesinato en Granada”, sobre su estreno en la televisión española el New York Times escribió en octubre de 1980 que había tenido la mayor teleaudiencia de la televisión española; “Arrabal” (1978), nominado al Prix Italia, 1981; “La Larga Condena” seleccionado al Emmy, Nueva York, 1981; "La Cuba de Castro", la más completa serie sobre Cuba de la década de los 80. “Odskans år” (Los Años Malos),1987, primer premio a la mejor serie de televisión de los países nórdicos de Nordvision.

En 2012 publica su primera novela de espionaje "El traidor de Praga" que es presentada ese año en Madrid, Estocolmo, Nueva York y en la Feria Internacional del Libro de Miami (nov.2012).El Nuevo Herald (Miami) califica la novela un hito en el género de espionaje en la literatura de lengua castellana.

En 2016 publica su otra novela de espionaje "Triángulo de espías", la continuación de "El traidor de Praga" presentada en la Feria Internacional del Libro de Miami (2016). Sobre la novela Manuel C. Díaz en El Nuevo Herald (Miami) escribe: "Triángulo de espías es una estupenda novela de espionaje. No encuentro una mejor manera de describirla. Está escrita con meticulosidad de artesano y en su trama, a pesar de que se abordan temas complejos como la venta ilegal de armas a países terroristas, no hay cabos sueltos. 

Junto al escritor chileno Roberto Ampuero, Humberto López y Guerra es considerado como uno de los escritores latinoamericanos que en las últimas décadas han logrado que el género de la novela de espionaje esté también presente en la literatura latinoamericana.

## Biografía
Hijo de Humberto López y María Josefa Guerra. El padre doctor en pedagogía graduado en la Universidad de La Habana y la madre profesora de inglés, ambos tuvieron una escuela-academia en Matanzas. Estudio enseñanza primaria y secundaria en el Colegio presbiteriano americano Irene Toland de Matanzas y en el Instituto Manuel Sanguili de esa ciudad posteriormente. Cursó estudios de dirección de cine en la Deutschen Hochschule für Filmkunst (Escuela Superior de Arte Cinematográfico HFK) de Bablesberg, Alemania del Este (1963-1967).
A la edad de 15 años comenzó a colaborar en el grupo teatral “Atenas” que dirigía Roberto Cazorla como actor y formó parte del joven grupo de intelectuales matanceros alrededor de la poetisa Carilda Oliver.
Después de la caída del régimen del General Fulgencio Batista y el advenimiento al poder de Fidel Castro, en noviembre de 1960 comenzó a trabajar en el recién creado Instituto Cubano del Arte e Industria Cinematográficos (ICAIC) como productor del Noticiero ICAIC Latinoamericano, produciendo posteriormente varios documentales entre los que se destacan "Muerte al Invasor", de Santiago Álvarez y Tomás Gutiérrez Alea, participando como corresponsal de guerra durante la invasión de Bahía de Cochinos (Girón) en abril de 1961; ”Colina Lenin” de Alberto Roldán (Premio del festival de Sestri Levante, 1962), ”Pueblo de Estrellas Bajas”, “Nicaro Nickel Co.” y "Cinco Picos", De Manuel Pérez, y como segunda cámara de "En un barrio viejo" de Nicolás Guillén Landrían y "El Retrato" de Humberto Solás y Oscar Valdés.
En 1963 comienza sus estudios de dirección de Cine y fotografía en la DHFK, de Babelsberg, Alemania oriental. En el marco de sus estudios dirige el corto “90 Meter Liber” y "Carlos". Durante sus estudios en 1966 trabaja como asistente de dirección de Uta Birnbauns durante la puesta en escena de “Man ist Man” de Bertolt Brecht en el Berlin Ensemble.
En 1967 después de sus estudios en la DHFK regresa a Cuba y al ICAIC y comienza a trabajar como realizador en el Noticiero ICAIC Latinoamericano al lado de Santiago Álvarez Román, dirigiendo entre otros el Noticiero especial sobre el entierro del conocido músico cubano Benny Moré. En ese mismo año dirige su documental “Juventud 67” y uno de los cortos del proyecto “Cordón de La Habana”. Ambos documentales fueron prohibidos por la dirección del ICAIC y poco después regresa a Europa.
En 1969 de regreso a la RDA antes de asilarse en Hamburgo, RFA, trabaja como primer asistente de dirección en el film Nebelnacht dirigido por Helmut Nitzschke y producido por DEFA (Alemania oriental).

## Suecia
En 1969 se traslada a Estocolmo y comienza a trabajar como periodista y productor de programas en las emisiones de Radio Suecia Internacional (Radio Sweden) en español, trabajo que continuó realizando aunque no consecutivamente hasta principio de los años 90. En sus años en Radio Suecia dirigió durante más de 10 años “Enfoque Cultural”, programa trasmitido por más de 70 emisoras de radio en toda América Latina. En 1973 recibe la ciudadanía sueca.

## Obra fílmica
En 1969 realiza “Chosse your Hero”, su primer documental en Suecia producido por Indra Film un filme sobre la juventud sueca, el hipismo y los desertores del ejército estadounidense durante la guerra de Vietnam. El documental fue escogido para representar a Suecia en el festival de Pesaro en Italia ese año, y fue presentado en el festival por el conocido crítico cinematográfico sueco Mauritz Edström. La delegación del ICAIC al festival presidida por Julio García Espinosa amenazó que si el filme era exhibido Cuba se retiraba del festival con sus películas. Finalmente el Festival quitó del programa oficial “Chosse your Hero”, pero accedió a una exhibición como un filme fuera de concurso.
Durante los primeros años de los 70 trabaja también como editor para la televisión sueca. Se destacan entre otros “Värden i Focus” sobre España dirigido por Tom Alandh y una serie sobre indochina dirigida por Hans Peter Pheifer.
En 1973 recibe el Gran Estipendio del Periodismo Radial (Sveriges Radio Tjänstemannaklubb) (1973) por su trabajo en las emisiones en español de Radio Suecia International (Radio Sweden) al lado de sus otros colegas de redacción.
Ese mismo año realiza como director de fotografía el filme "René Char", sobre el conocido poeta francés.
En 1976 realiza Federico García Lorca: Asesinato en Granada documental producido por la televisión sueca sobre el conocido poeta y dramaturgo español. El documental fue el primer gran éxito de López y Guerra como realizador en Suecia e internacionalmente. El filme fue exhibido en más de una docena de cadenas de televisión en Europa y Estados Unidos. Sobre su estreno en la televisión española el New York Times escribió en octubre de 1980 que fue la mayor teleaudiencia de la televisión en España en aquellos años.
En 1977 dirige “Poesin blev min räddning” (La poesía fue mi salvación) un documental de la televisión sueca sobre el poeta español Vicente Aleixandre, Premio Nobel de Literatura 1977.
En 1978 realiza también para la televisión sueca dos documentales sobre la España después de Franco con la participación entre otros de Jorge Semprún, Luis García Berlanga, Ricardo Muñoz Suay y la actriz Charo López.
En ese mismo año dirige "Arrabal", un film sobre el conocido dramaturgo español Fernando Arrabal producido por la televisión sueca. “Arrabal” representó a Suecia también en varios festivales internacionales, como la “22 Semana Internacional del Cine de Barcelona”. 1981 “Arrabal” selección al Prix Italia .
En 1980 realiza para la televisión sueca "La Larga Condena" un documental sobre Huber Matos, un héroe de la revolución cubana que por negarse a renunciar a sus ideas democráticas y denunciar el giro hacia una dictadura comunista en Cuba fue sentenciado a 20 años de prisión. El documental que en inglés recibió el título de “The Sentence” fue seleccionado representando a Suecia en los Premios Emmy en Nueva York en 1981.
En 1987 escribe y dirige "Ondskans år" (Los años malos) serie de la televisión sueca TV2 basada en una historia de Andrez Harning sobre un niño que vivió en el seno de una familia sueca nazi. La mini serie despertó el debate sobre el tema del nazismo en Suecia y obtuvo el premio de Nordvision a la mejor serie de televisión de los países nórdicos de 1989 .
Durante 1987 dirige la comedia “Vinnaren” una mini serie de televisión para la televisión sueca escrita por Kent Andersson y Carl Zetterström.
Ese mismo año dirige “Daghemmet Lyckan", una mini serie de televisión escrita por Marianne Goldman para la televisión sueca.
En 1989 dirige y escribe "La Cuba de Castro" la más completa serie sobre Cuba de la década de los 80 que fue exhibida en Estados Unidos, América Latina y Australia.
Enlace a: La Cuba de Castro
1989 guion serie de televisión con Jan Guillou de “El Terrorista Democrático” novela de Guillou para la televisión sueca Malmö.
Guionista en 1993 de “Svea Pensionat”, para el Svenska Film Institut (SFI).

## Novelas

### El traidor de Praga
En 2012 publica su primera novela de espionaje "El traidor de Praga", Editorial Verbum ISBN 978-84-7962-738-6.
La historia tiene lugar entre noviembre de 1989 y enero de 1990, durante el colapso de los regímenes comunistas en Europa Oriental. Una trama en la que ficción y hechos históricos se mezclan con personajes reales y ficticios. Una historia que desvela los entresijos del espionaje internacional y que nunca sabremos con certeza si sucedió realmente.
El Nuevo Herald (Miami) en su reseña firmada por Manuel C. Díaz escribe sobre ‘El traidor de Praga’: «Después de la publicación de esta excelente novela, ya no podrá decirse que el género de espionaje no tiene una verdadera tradición literaria en lengua castellana. La tiene; acaba de nacer. Y es de origen cubano. A partir de ahora, los espías ya no vendrán del frío; comenzaran a llegar del trópico».
Emil Volek y José Prats Sariol -Diario de Cuba (Madrid) dos conocidos académicos hispanistas de la Universidad de Arizona, Estados Unidos, escriben en su reseña: El tópico de que una novela, como una banda de forajidos, debe “atrapar al lector”, se convierte en signo determinante de la calidad en las novelas de espionaje. El traidor de Praga (Verbum, Madrid, 2012) logra este mérito desde sus primeros cortes argumentales. Leerla es buscar tiempo para no soltarla.
Durante la presentación de “El traidor de Praga” en el Ateneo de Madrid el 20 de abril de 2012 el escritor y periodista español Vicente Botín dijo, refiriéndose a la novela de López y Guerra: «El aspecto novedoso [de El traidor de Praga] con respecto a otras novelas de espionaje es el aspecto histórico [...] El libro narra muy bien esa etapa de corrupción y desmoronamiento de un sistema, en Europa y en el comunismo, pero sobre todo se centra en Cuba, que es lo que a mí más me ha interesado [...] Estamos hablando de una novela histórica, y de un retrato de la podredumbre que se ha convertido Cuba con el sistema comunista de los hermanos Castro».

### Triángulo de espías

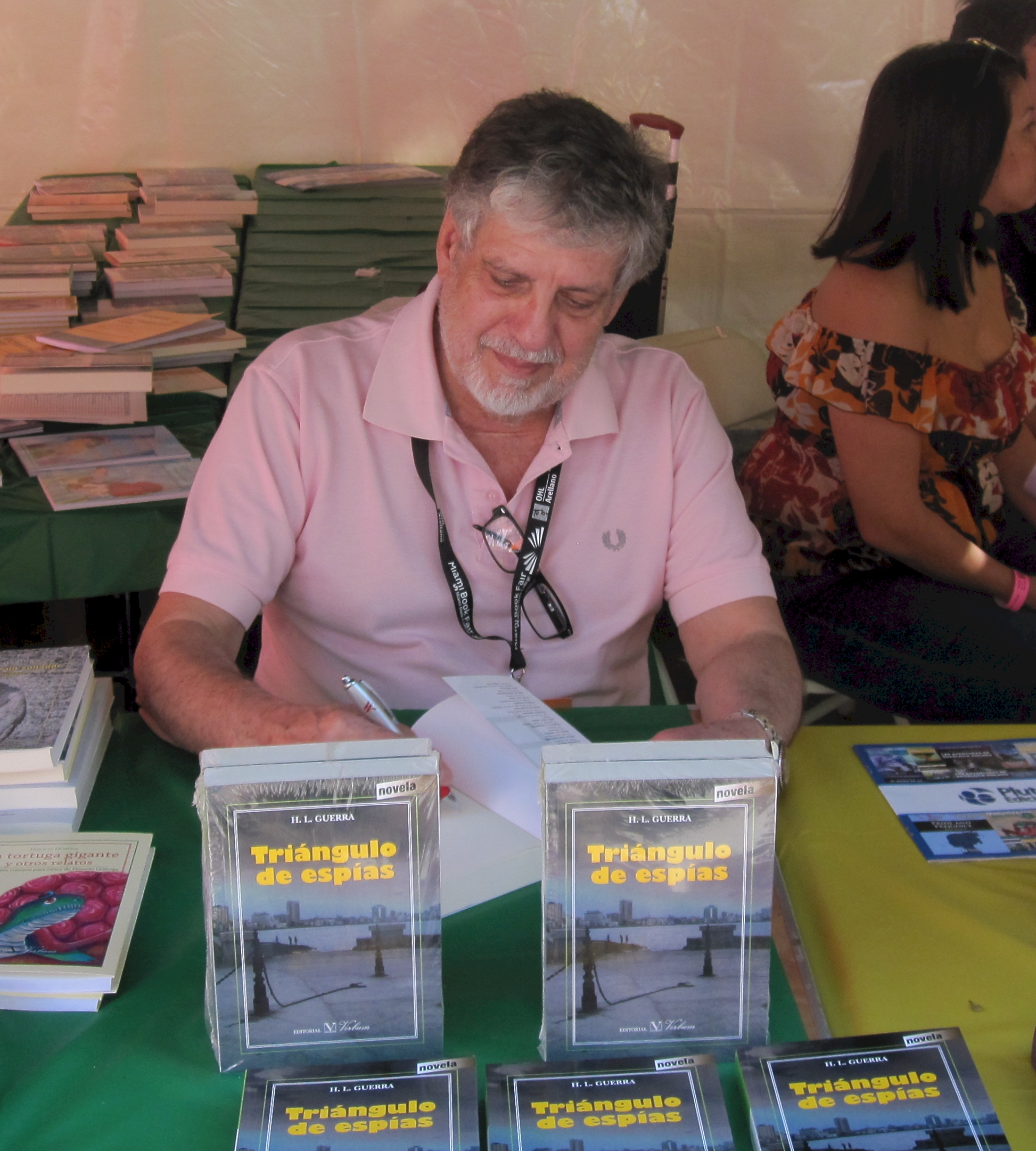
H.L.Guerra firmando en la Feria Internacional del Libro de Miami 2016.

En 2016 publica su nueva novela  “Triángulo de espías”, la continuación de “El traidor de Praga ” presentada este año en la Feria del Libro de Miami. ISBN 978-84-9074-411-6, Editorial Verbum, Madrid.
Sinopsis
El misterioso asesinato de una joven rusa en Estocolmo dispara la alerta operativa de la Säpo (la Policía de Seguridad, Contraespionaje y Antiterrorismo de Suecia), que inmediatamente trata de tender una cortina de humo en torno al crimen. El oficial de Contrainteligencia de la Säpo, Stig Bohman, ha sido encargado por su gobierno de entorpecer la labor de los policías al frente del caso: el comisario Gunnar Jansson y su asistente, Anna Palmqvist. La intriga que mueve a los policías suecos es que la chica —que según los medios no era más que una prostituta de Europa del Este muerta por sobredosis— es en realidad la hija de un coronel cubano dispuesto a desertar y a vender información altamente secreta a los norteamericanos a cambio de asilo político.
Reseñas

Manuel C. Díaz/ Miami Herald : "Triangulo de espías es una estupenda novela de espionaje. No encuentro una mejor manera de describirla. Está escrita con meticulosidad de artesano y en su trama, a pesar de que se abordan temas complejos como la venta ilegal de armas a países terroristas, no hay cabos sueltos. Al final, gracias a un inesperado twist argumental, todas las piezas caen en su sitio. Y todo en el marco de una trama en la que se ven envueltos los servicios de inteligencia de Cuba, Corea del Norte y Estados Unidos. Con esta novela, Humberto López ha vuelto a demostrar, como lo hizo en El traidor de Praga, que los espías no tienen que surgir del frío. Pueden venir desde el calor del trópico. En realidad, ya lo están haciendo. Después de todo, están a solo noventa millas de nosotros".

### El espía involuntario - Den ofrivillige spionen
En 2018 publica Den ofrivillige spionen (El espía involuntario), su primera novela de espías en sueco. (Saturn Förlag  /Vulkan Förlag, Estocolmo) ISBN 9789163985027. Apenas unas semanas después de salir a la venta en Suecia, la novela escaló rápidamente en las listas de los libros digitales más leídos en bibliotecas de toda Suecia y se situó entre las novelas de espionaje más vendidas en la plataforma Adlibris.se .
Sinopsis
Den ofrivillige spionen (El espía involuntario)
Anders Björklund, un periodista de investigación anticipadamente retirado, es encontrado asesinado en el parque Vasa de Estocolmo. Anna Palmquist, detective de la policía de Estocolmo es la encargada de investigar el caso. Pronto descubre que está relacionado con el asesinato a la también periodista y expareja de Björklund, Karen Ferm, ocurrido treinta años antes.
Den ofrivillige spionen (El espía involuntario), es un thriller que con sorprendentes giros vincula a Estocolmo, Bruselas, Berlín, Moscú, Colonia y Miami con los años 80 y la época actual. Una historia ficticia entretejida con eventos reales. Una representación distópica donde el pasado, el presente y el futuro van de la mano. Una historia de traición, decepción, amor y juego de poder político al más alto nivel.

## Filmografía
Dirección:
- 90 Meter Liebe (1965) Ficción, prod. DHFK
- Carlos (enlace roto disponible en Internet Archive; véase el historial, la primera versión y la última)..(1966) Prod. Ficción, Prod. DHFK
- Benny Moré(1967) Noticiero ICAIC
- Juventud 67 (1967) Documental. Prod. ICAIC –prohibido por la censura del ICAIC
- El Cordón de La Habana, (1967) corto inconcluso que no terminó al viajar a Europa nuevamente.
- Chosse your Hero,(Encuentra a tu héroe) Documental. Prod. Indra Film, Estocolmo.
- Federico García Lorca: Asesinato en Granada (1976) Documental. Prod Sveriges Television TV1
- Dos años después de Franco. (1978) Miniserie documental. Prod. Sveriges Televisión TV1
- Arrabal (1978) Documental. Prod. Sveriges Televisión TV1
- Det långa straffet,(La larga condena) The Sentence (1980) documental. Prod. Sveriges Televisión TV1
- Ondskans år(Los años malos). (1987) Ficción miniserie. Prod. Sveriges Televisión TV2
- Vinnaren. (1987) Ficción. Miniserie. Prod. Sveriges Televisión TV2
- Daghemmet Lyckan (1988) Ficción. Miniserie. Prod. Sveriges Televisión TV2
- La Cuba de Castro (Castro’s Cuba) (1989) documental, miniserie. Prod. Vega Film AB

Cámara:
- 90 Meter Liebe (1965) Ficción, prod. DHFK Alemania
- Chose your Hero (Encuentra a tu héroe)(1969) Documental. Prod. Indra Film, Suecia.
- René Char (1973) Prod. SFI, Estocolmo.
- Det långa straffet,(La larga condena) The Sentence (1980) documental. Prod. Sveriges Televisión TV1
- La Cuba de Castro (Castro’s Cuba) (1989) documental, miniserie. conjuntamente con Ramón F. Suárez. Prod. Vega Film AB

Guiones:
- 90 Meter Liebe (1965) Ficción, prod. DHFK
- Carlos  (1966) Prod. Ficción, Prod. DHFK
- Juventud 67 (1967) Documental. Prod. ICAIC –prohibido por la censura del ICAIC
- Chose your Hero (Encuentra a tu héroe) Documental. Prod. Indra Film, Estocolmo.
- Federeico García Lorca: Muerte en Granada (1976) Documental. Prod Sveriges Television TV1
- Dos años después de Franco. (1978) Miniserie documental. Prod. Sveriges Televisión TV1
- Arrabal, (1978) Documental. Prod. Sveriges Televisión TV1
- The Sentence (La larga condena) (1980) documental. Prod. Sveriges Televisión TV1
- Ondskans år (Los años malos). (1987) Ficción miniserie. Prod. Sveriges Televisión TV2
- Castro’s Cuba (La Cuba de Castro) (1989) documental, miniserie. Prod. Vega Film AB
- The Democratic Terrorist  (El Terrorista Democráticos) (1989) Ficción basado en la novela de Jan Guillou con el cual escribió el guion. Prod Malmö TV –Sveriges Television
- Svea Pensionat (Svea Guesthouse) (1993) Ficción- Prod. Svenska Film Institutet

## Premios y selecciones
- 1974 recibe el premio Gran Estipendio de Sveriges Radio Tjänstemannaklubb.
- 1977 Federico García Lorca: Asesinato en Granada, selección Festival de Lille, Francia y Festival dei Populi, Florencia, Italia.
- 1978 Arrabal, 22 selección de la Semana Internacional del Cine de Barcelona.
- 1981 Arrabal, Prix Italia
- 1981 The Sentence (La Larga Condena) representa a Suecia en los Premios Emmy en Nueva York.
- 1989 Odskans år (Los Años Malos) Primer premio a la mejor serie de televisión de los países nórdicos de Nordvision.
- 2012 Invitado a la Feria Internacional del Libro de Miami con su novela "El traidor de Praga" .
- 2016 Invitado a la Feria Internacional del Libro de Miami con su novela "Triángulo de espías" .